# ایستگاه بارکینگ ساید
ایستگاه بارکینگ ساید(به انگلیسی: Barkingside tube station)
یک ایستگاه از خط مرکزی و از خطوط متروی لندن است که در منطقه ۴ متروی لندن قرار دارد و در ۱ مه ۱۹۰۳ افتتاح شده است.این ایستگاه سالانه ۶۲۰٬۰۰۰ مسافر جابجا می‌کند.